# Eurylana pore
Eurylana pore là một loài chân đều trong họ Cirolanidae. Loài này được Bruce miêu tả khoa học năm 1982.